# Kabupaten Halmahera Barat
Kabupaten Halmahera Barat (indonesiska: Halmahera Barat) är ett kabupaten i Indonesien.   Det ligger i provinsen Maluku Utara, i den nordöstra delen av landet, 2 500 km öster om huvudstaden Jakarta. Antalet invånare är 100 424.